# 大泉成子
大泉 成子（おおいずみ しげこ　1964年7月20日 - ）は、日本の元タレント、女優。
主に1970年代後期から1980年代前半期にかけて活動していた。東京都福生市出身。本名同じ。当時、東京宝映テレビに所属していた。
愛称は「チッチ」、または「ケメ子」。

## 来歴・人物
1977年、「劇団フジ」に研究生として入団。自分で劇団に入団希望で応募したが、両親の許可が出るまで7カ月かかったという。タレントとしてのデビューの活動となったのは丸善石油（現・コスモ石油）のポスターのモデル。1978年、『がんばれ!レッドビッキーズ』出演でドラマデビュー。嘉悦女子高等学校（現・かえつ有明高等学校）卒業。
兄がいる。公表していたサイズは身長153cm、B78cm、W56cm、H80cm。視力は両目とも2.0。ジャズダンスとテニス、卓球が特技。趣味は部屋の模様替え（いずれも1981年・1982年当時に公表していたプロフィールによる）。一方で水泳と走ることが苦手で、学校を選ぶのに「校庭が狭い」「プールが無い」ことを条件にしていたこともあったという。自分の出演したテレビ番組は必ずビデオで見直して、そのたびに自分の欠点を見つけ、自分のプラス材料にしていたという。

## 出演

### テレビドラマ
- がんばれ!レッドビッキーズ （テレビ朝日）- ドラマデビュー作
- 生徒諸君! （テレビ朝日、1980年〜1981年）- 3年A組生徒 役
- 思えば遠くへ来たもんだ （TBS、1981年）[5]
- ぼくらの時代 （TBS、1981年）- 工藤美稲子 役[4]
- 12時間超ワイドドラマ・竜馬がゆく （テレビ東京、1982年1月2日）- おりょうの妹 役[3]
- セーラー服と機関銃 （フジテレビ、1982年）- 悦子 役

### CM
- ハウス・王風麺[3]